# Echinodium spinosum
Echinodium spinosum là một loài Rêu trong họ Echinodiaceae. Loài này được (Mitt.) Jur. miêu tả khoa học đầu tiên năm 1866.